# ТЕЦ Полиці
ТЕЦ Полиці — теплоелектроцентраль на північному заході Польщі, за півтора десятки кілометрів на північ від Щецина.
У 1937 році на сході Німеччини почали спорудження заводу з виробництва синтетичного пального, котрий, з огляду на стратегічну важливість, під час Другої світової війни піддавали численним бомбардуванням починаючи ще з 1940-го. На початку 1945-го він нарешті був зруйнований, а залишки обладнання вивезли до СРСР. Лише в 1969-му в Полицях (які після війни передали Польщі) з'явилось нове хімічне підприємство «Zakłady Chemiczne Police», зведене поряд зі зруйнованим німецьким заводом. Для забезпечення своїх енергетичних потреб воно отримало власну теплоелектроцентраль, перша черга якої (ЕС-1) мала чотири парові котли OR-32, які живили три турбіни — TUP-12, TUK-12, TUK-14 — з показниками 11,7 МВт, 12,1 МВт та 13,8 МВт відповідно. Крім того, тут змонтували два водогрійні котли типу WR-25. Ця черга проіснувала до середини 2010-х, коли парові котли розпродали на брухт, услід за чим те саме збирались зробити і з водогрійними.
У 1983-му запустили другу чергу (ЕС-2), котра мала два вугільні котли ОР-230 виробництва компанії Rafako (Рацибуж) та дві турбіни 13UK32 потужністю по 32 МВт. Для забезпечення відповідності цього обладнання сучасним вимогам, в 2016-му на ТЕЦ спорудили установку десульфуризації.
Для видалення продуктів згоряння використовують димар заввишки 200 метрів.